# Coppa Sabatini 2023
Coppa Sabatini 2023 var den 71. udgave af cykelløbet Coppa Sabatini. Løbet var en del af UCI ProSeries-kalenderen og blev arrangeret 14. september 2023. Løbet blev vundet af schweiziske Marc Hirschi fra UAE Team Emirates.

## Resultater
| \| Samlede stilling \| Samlede stilling \| Samlede stilling \| Samlede stilling \| Samlede stilling \| \| Rytter \| Rytter \| Hold \| Tid \| \| \| ---------------- \| ------------------ \| ---------------------- \| ---------------- \| ---------------- \| \| 1. \| Marc Hirschi \| UAE Team Emirates \| 4t 47' 15" \| \| \| 2. \| Pavel Sivakov \| Ineos Grenadiers \| + 2" \| \| \| 3. \| Tadej Pogačar \| UAE Team Emirates \| + 18" \| \| \| 4. \| Guillaume Martin \| Cofidis \| + 18" \| \| \| 5. \| Aleksej Lutsenko \| Astana Qazaqstan Team \| + 18" \| \| \| 6. \| Walter Calzoni \| Q36.5 Pro Cycling Team \| + 2' 10" \| \| \| 7. \| Richard Carapaz \| EF Education-EasyPost \| + 2' 17" \| \| \| 8. \| Michael Valgren \| EF Education-EasyPost \| + 3' 54" \| \| \| 9. \| George Bennett \| UAE Team Emirates \| + 4' 45" \| \| \| 10. \| Mathieu Burgaudeau \| TotalEnergies \| + 6' 04" \| \| |                    |                        |            |
| |                    |                        |            |
| Kilde: ProCyclingStats |                    |                        |            |
| Samlede stilling |                    |                        |            |
| Rytter | Rytter             | Hold                   | Tid        |
| 1. | Marc Hirschi       | UAE Team Emirates      | 4t 47' 15" |
| 2. | Pavel Sivakov      | Ineos Grenadiers       | + 2"       |
| 3. | Tadej Pogačar      | UAE Team Emirates      | + 18"      |
| 4. | Guillaume Martin   | Cofidis                | + 18"      |
| 5. | Aleksej Lutsenko   | Astana Qazaqstan Team  | + 18"      |
| 6. | Walter Calzoni     | Q36.5 Pro Cycling Team | + 2' 10"   |
| 7. | Richard Carapaz    | EF Education-EasyPost  | + 2' 17"   |
| 8. | Michael Valgren    | EF Education-EasyPost  | + 3' 54"   |
| 9. | George Bennett     | UAE Team Emirates      | + 4' 45"   |
| 10. | Mathieu Burgaudeau | TotalEnergies          | + 6' 04"   |

## Hold og ryttere
| UCI WorldTeams (7)- Astana Qazaqstan Team - Cofidis - EF Education-EasyPost - Ineos Grenadiers - Intermarché-Circus-Wanty - Team Jayco AlUla - UAE Team Emirates UCI ProTeams (6)- Eolo-Kometa - Euskaltel-Euskadi - Green Project-Bardiani CSF-Faizanè - Q36.5 Pro Cycling Team - Team Corratec-Selle Italia - TotalEnergies UCI Kontinentalhold (5)- Electro Hiper Europa - GW Shimano-Sidermec - MG.K Vis Colors For Peace - Team Technipes #inEmiliaRomagna - Work Service-Vitalcare-Dynatek |
| |

### Danske ryttere
| Danske ryttere på startlisten |                 |                       |           |
| Rygnummer                     | Rytter          | Hold                  | Placering |
| 36                            | Michael Valgren | EF Education-EasyPost | 8         |

* DNF = gennemførte ikke

### Startliste
| Ineos Grenadiers IGD | Ineos Grenadiers IGD   | Ineos Grenadiers IGD |
| -------------------- | ---------------------- | -------------------- |
| Nr.                  | Rytter                 | Placering            |
| 2                    | Michael Leonard (CAN)  | DNF                  |
| 3                    | Magnus Sheffield (USA) | 15.                  |
| 4                    | Brandon Rivera (COL)   | DNF                  |
| 5                    | Pavel Sivakov (FRA)    | 2.                   |
| 6                    | Ben Swift (GBR)        | 39.                  |
| 7                    | Ethan Hayter (GBR)     | DNF                  |
| 8                    | Ben Tulett (GBR)       | DNF                  |

| Astana Qazaqstan Team AST | Astana Qazaqstan Team AST         | Astana Qazaqstan Team AST |
| ------------------------- | --------------------------------- | ------------------------- |
| Nr.                       | Rytter                            | Placering                 |
| 11                        | Aleksej Lutsenko (KAZ) (landevej) | 5.                        |
| 12                        | Gleb Brussenskij (KAZ)            | DNF                       |
| 13                        | Harold Martín López (ECU)         | DNF                       |
| 14                        | Jurij Natarov (KAZ)               | DNF                       |
| 15                        | Gianni Moscon (ITA)               | 12.                       |
| 16                        | Harold Tejada (COL)               | 31.                       |
| 17                        | Simone Velasco (ITA) (landevej)   | 28.                       |

| Cofidis COF | Cofidis COF            | Cofidis COF |
| ----------- | ---------------------- | ----------- |
| Nr.         | Rytter                 | Placering   |
| 21          | Guillaume Martin (FRA) | 4.          |
| 22          | Simon Geschke (GER)    | DNF         |
| 23          | Jonathan Lastra (ESP)  | 37.         |
| 24          | Axel Mariault (FRA)    | 33.         |
| 25          | Benjamin Thomas (FRA)  | DNF         |
| 26          | Hugo Toumire (FRA)     | DNF         |
| 27          | Thomas Champion (FRA)  | DNF         |

| EF Education-EasyPost EFE | EF Education-EasyPost EFE        | EF Education-EasyPost EFE |
| ------------------------- | -------------------------------- | ------------------------- |
| Nr.                       | Rytter                           | Placering                 |
| 31                        | Richard Carapaz (ECU) (landevej) | 7.                        |
| 32                        | Simon Carr (GBR)                 | DNF                       |
| 33                        | Jefferson Alexander Cepeda (ECU) | DNF                       |
| 34                        | Stefan de Bod (RSA)              | DNF                       |
| 36                        | Michael Valgren (DEN)            | 8.                        |
| 37                        | Mark Padun (UKR)                 | DNF                       |

| Intermarché-Circus-Wanty ICW | Intermarché-Circus-Wanty ICW | Intermarché-Circus-Wanty ICW |
| ---------------------------- | ---------------------------- | ---------------------------- |
| Nr.                          | Rytter                       | Placering                    |
| 41                           | Francesco Busatto (ITA)      | 13.                          |
| 42                           | Lilian Calmejane (FRA)       | DNF                          |
| 43                           | Alexy Faure Prost (FRA)      | DNF                          |
| 44                           | Laurens Huys (BEL)           | DNF                          |
| 45                           | Louis Meintjes (RSA)         | DNF                          |
| 46                           | Georg Zimmermann (GER)       | 25.                          |
| 47                           | Lorenzo Rota (ITA)           | DNF                          |

| Team Jayco AlUla JAY | Team Jayco AlUla JAY       | Team Jayco AlUla JAY |
| -------------------- | -------------------------- | -------------------- |
| Nr.                  | Rytter                     | Placering            |
| 51                   | Alexandre Balmer (SUI)     | 32.                  |
| 52                   | Kevin Colleoni (ITA)       | 41.                  |
| 53                   | Alessandro De Marchi (ITA) | 42.                  |
| 54                   | Tsgabu Grmay (ETH)         | DNF                  |
| 55                   | Jesús David Peña (COL)     | DNF                  |
| 56                   | Rudy Porter (AUS)          | DNF                  |
| 57                   | Filippo Zana (ITA)         | 16.                  |

| UAE Team Emirates UAD | UAE Team Emirates UAD          | UAE Team Emirates UAD |
| --------------------- | ------------------------------ | --------------------- |
| Nr.                   | Rytter                         | Placering             |
| 61                    | Tadej Pogačar (SLO) (landevej) | 3.                    |
| 62                    | Sjoerd Bax (NED)               | DNF                   |
| 63                    | George Bennett (NZL)           | 9.                    |
| 64                    | Jan Christen (SUI)             | DNF                   |
| 65                    | Marc Hirschi (SUI) (landevej)  | 1.                    |
| 66                    | Felix Großschartner (AUT)      | 14.                   |
| 67                    | Davide Formolo (ITA)           | DNF                   |

| Team Corratec-Selle Italia COR | Team Corratec-Selle Italia COR | Team Corratec-Selle Italia COR |
| ------------------------------ | ------------------------------ | ------------------------------ |
| Nr.                            | Rytter                         | Placering                      |
| 71                             | Davide Baldaccini (ITA)        | 45.                            |
| 72                             | Valerio Conti (ITA)            | DNF                            |
| 73                             | Veljko Stojnić (SRB)           | DNF                            |
| 74                             | Germán Tivani (ARG)            | DNF                            |
| 75                             | Kyrylo Tsarenko (UKR)          | DNF                            |
| 76                             | Andrij Ponomar (UKR)           | 23.                            |
| 77                             | Lorenzo Quartucci (ITA)        | 44.                            |

| Eolo-Kometa EOK | Eolo-Kometa EOK         | Eolo-Kometa EOK |
| --------------- | ----------------------- | --------------- |
| Nr.             | Rytter                  | Placering       |
| 81              | Vincenzo Albanese (ITA) | 18.             |
| 82              | Francesco Gavazzi (ITA) | DNF             |
| 83              | Mattia Bais (ITA)       | 40.             |
| 84              | Andrea Garosio (ITA)    | DNF             |
| 85              | Álex Martín (ESP)       | 29.             |
| 86              | Davide Piganzoli (ITA)  | 30.             |
| 87              | Fernando Tercero (ESP)  | DNF             |

| Euskaltel-Euskadi EUS | Euskaltel-Euskadi EUS    | Euskaltel-Euskadi EUS |
| --------------------- | ------------------------ | --------------------- |
| Nr.                   | Rytter                   | Placering             |
| 91                    | Ibai Azurmendi (ESP)     | 34.                   |
| 92                    | Antonio Jesús Soto (ESP) | DNF                   |
| 93                    | Enekoitz Azparren (ESP)  | 36.                   |
| 94                    | Xabier Azparren (ESP)    | DNF                   |
| 95                    | Peio Goikoetxea (ESP)    | DNF                   |
| 96                    | Gotzon Martín (ESP)      | 19.                   |
| 97                    | Xabier Berasategi (ESP)  | 20.                   |

| Green Project-Bardiani CSF-Faizanè BCF | Green Project-Bardiani CSF-Faizanè BCF | Green Project-Bardiani CSF-Faizanè BCF |
| -------------------------------------- | -------------------------------------- | -------------------------------------- |
| Nr.                                    | Rytter                                 | Placering                              |
| 101                                    | Filippo Fiorelli (ITA)                 | 38.                                    |
| 102                                    | Luca Cavallo (ITA)                     | DNF                                    |
| 103                                    | Filippo Magli (ITA)                    | 24.                                    |
| 104                                    | Martin Marcellusi (ITA)                | DNF                                    |
| 105                                    | Alessandro Pinarello (ITA)             | DNF                                    |
| 106                                    | Henok Mulubrhan (ERI)                  | 22.                                    |
| 107                                    | Luca Covili (ITA)                      | 26.                                    |

| Q36.5 Pro Cycling Team Q36 | Q36.5 Pro Cycling Team Q36 | Q36.5 Pro Cycling Team Q36 |
| -------------------------- | -------------------------- | -------------------------- |
| Nr.                        | Rytter                     | Placering                  |
| 112                        | Matteo Badilatti (SUI)     | DNF                        |
| 113                        | Gianluca Brambilla (ITA)   | 21.                        |
| 114                        | Walter Calzoni (ITA)       | 6.                         |
| 115                        | Marcel Camprubí (ESP)      | 11.                        |
| 116                        | Alessandro Fedeli (ITA)    | DNF                        |
| 117                        | Pavel Novák (CZE)          | DNF                        |

| TotalEnergies TEN | TotalEnergies TEN        | TotalEnergies TEN |
| ----------------- | ------------------------ | ----------------- |
| Nr.               | Rytter                   | Placering         |
| 121               | Mathieu Burgaudeau (FRA) | 10.               |
| 122               | Jérémy Cabot (FRA)       | DNF               |
| 123               | Valentin Ferron (FRA)    | DNF               |
| 124               | Alexis Vuillermoz (FRA)  | 17.               |
| 125               | Mattéo Vercher (FRA)     | DNF               |
| 126               | Alessio Cialone (FRA)    | DNF               |
| 127               | Lucas Grolier (FRA)      | DNF               |

| Electro Hiper Europa EHE | Electro Hiper Europa EHE   | Electro Hiper Europa EHE |
| ------------------------ | -------------------------- | ------------------------ |
| Nr.                      | Rytter                     | Placering                |
| 131                      | Alex Molenaar (NED)        | DNF                      |
| 132                      | Joan Martí Bennassar (ESP) | DNF                      |
| 133                      | José Luis Faura (ESP)      | DNF                      |
| 134                      | Alejandro Ropero (ESP)     | 46.                      |
| 135                      | Lucas Lopes (POR)          | DNS                      |
| 136                      | José María Martín (ESP)    | DNF                      |
| 137                      | Mateu Estelrich (ESP)      | DNF                      |

| GW Shimano-Sidermec GSS | GW Shimano-Sidermec GSS           | GW Shimano-Sidermec GSS |
| ----------------------- | --------------------------------- | ----------------------- |
| Nr.                     | Rytter                            | Placering               |
| 141                     | Trym Westgaard Holther (NOR)      | DNF                     |
| 142                     | Jonathan Guatibonza (COL)         | DNF                     |
| 143                     | Andrés Mancipe (COL)              | DNF                     |
| 144                     | Alejandro Osorio (COL)            | DNF                     |
| 145                     | Jeferson Armando Ruiz Acuña (COL) | 47.                     |
| 146                     | Filippo Tagliani (ITA)            | DNF                     |
| 147                     | Santiago Umba (COL)               | 35.                     |

| MG.K Vis Colors For Peace MGK | MG.K Vis Colors For Peace MGK | MG.K Vis Colors For Peace MGK |
| ----------------------------- | ----------------------------- | ----------------------------- |
| Nr.                           | Rytter                        | Placering                     |
| 151                           | Mattia Di Felice (ITA)        | DNF                           |
| 152                           | Davide Casini (ITA)           | DNF                           |
| 153                           | Ben Granger (GBR)             | DNF                           |
| 154                           | Roberto González (PAN)        | 27.                           |
| 155                           | Matthew Kingston (GBR)        | DNF                           |
| 156                           | Edoardo Martinelli (ITA)      | DNF                           |
| 157                           | Lapo Gavilli (ITA)            | DNF                           |

| Team Technipes #inEmiliaRomagna TER | Team Technipes #inEmiliaRomagna TER | Team Technipes #inEmiliaRomagna TER |
| ----------------------------------- | ----------------------------------- | ----------------------------------- |
| Nr.                                 | Rytter                              | Placering                           |
| 161                                 | Emanuele Ansaloni (ITA)             | 48.                                 |
| 162                                 | Andrea Innocenti (ITA)              | DNF                                 |
| 163                                 | Alessandro Monaco (ITA)             | DNF                                 |
| 164                                 | Martin Nessler (ITA)                | DNF                                 |
| 165                                 | Gabriele Petrelli (ITA)             | DNF                                 |
| 166                                 | Matteo Montefiori (ITA)             | DNF                                 |
| 167                                 | Andrea Sergiampietri (ITA)          | DNF                                 |

| Work Service-Vitalcare-Dynatek IWD | Work Service-Vitalcare-Dynatek IWD | Work Service-Vitalcare-Dynatek IWD |
| ---------------------------------- | ---------------------------------- | ---------------------------------- |
| Nr.                                | Rytter                             | Placering                          |
| 171                                | Manuel Capra (ITA)                 | DNF                                |
| 172                                | Nicola Venchiarutti (ITA)          | DNF                                |
| 173                                | Samuele Mion (ITA)                 | DNF                                |
| 174                                | Lorenzo Ginestra (ITA)             | DNF                                |
| 175                                | Kevin Rivera (CRC)                 | DNF                                |
| 176                                | Giacomo Garavaglia (ITA)           | 43.                                |
| 177                                | Edvard Novak (ROU)                 | DNF                                |

| Ineos Grenadiers IGD | Ineos Grenadiers IGD   | Ineos Grenadiers IGD |
| -------------------- | ---------------------- | -------------------- |
| Nr.                  | Rytter                 | Placering            |
| 2                    | Michael Leonard (CAN)  | DNF                  |
| 3                    | Magnus Sheffield (USA) | 15.                  |
| 4                    | Brandon Rivera (COL)   | DNF                  |
| 5                    | Pavel Sivakov (FRA)    | 2.                   |
| 6                    | Ben Swift (GBR)        | 39.                  |
| 7                    | Ethan Hayter (GBR)     | DNF                  |
| 8                    | Ben Tulett (GBR)       | DNF                  |

| Astana Qazaqstan Team AST | Astana Qazaqstan Team AST         | Astana Qazaqstan Team AST |
| ------------------------- | --------------------------------- | ------------------------- |
| Nr.                       | Rytter                            | Placering                 |
| 11                        | Aleksej Lutsenko (KAZ) (landevej) | 5.                        |
| 12                        | Gleb Brussenskij (KAZ)            | DNF                       |
| 13                        | Harold Martín López (ECU)         | DNF                       |
| 14                        | Jurij Natarov (KAZ)               | DNF                       |
| 15                        | Gianni Moscon (ITA)               | 12.                       |
| 16                        | Harold Tejada (COL)               | 31.                       |
| 17                        | Simone Velasco (ITA) (landevej)   | 28.                       |

| Cofidis COF | Cofidis COF            | Cofidis COF |
| ----------- | ---------------------- | ----------- |
| Nr.         | Rytter                 | Placering   |
| 21          | Guillaume Martin (FRA) | 4.          |
| 22          | Simon Geschke (GER)    | DNF         |
| 23          | Jonathan Lastra (ESP)  | 37.         |
| 24          | Axel Mariault (FRA)    | 33.         |
| 25          | Benjamin Thomas (FRA)  | DNF         |
| 26          | Hugo Toumire (FRA)     | DNF         |
| 27          | Thomas Champion (FRA)  | DNF         |

| EF Education-EasyPost EFE | EF Education-EasyPost EFE        | EF Education-EasyPost EFE |
| ------------------------- | -------------------------------- | ------------------------- |
| Nr.                       | Rytter                           | Placering                 |
| 31                        | Richard Carapaz (ECU) (landevej) | 7.                        |
| 32                        | Simon Carr (GBR)                 | DNF                       |
| 33                        | Jefferson Alexander Cepeda (ECU) | DNF                       |
| 34                        | Stefan de Bod (RSA)              | DNF                       |
| 36                        | Michael Valgren (DEN)            | 8.                        |
| 37                        | Mark Padun (UKR)                 | DNF                       |

| Intermarché-Circus-Wanty ICW | Intermarché-Circus-Wanty ICW | Intermarché-Circus-Wanty ICW |
| ---------------------------- | ---------------------------- | ---------------------------- |
| Nr.                          | Rytter                       | Placering                    |
| 41                           | Francesco Busatto (ITA)      | 13.                          |
| 42                           | Lilian Calmejane (FRA)       | DNF                          |
| 43                           | Alexy Faure Prost (FRA)      | DNF                          |
| 44                           | Laurens Huys (BEL)           | DNF                          |
| 45                           | Louis Meintjes (RSA)         | DNF                          |
| 46                           | Georg Zimmermann (GER)       | 25.                          |
| 47                           | Lorenzo Rota (ITA)           | DNF                          |

| Team Jayco AlUla JAY | Team Jayco AlUla JAY       | Team Jayco AlUla JAY |
| -------------------- | -------------------------- | -------------------- |
| Nr.                  | Rytter                     | Placering            |
| 51                   | Alexandre Balmer (SUI)     | 32.                  |
| 52                   | Kevin Colleoni (ITA)       | 41.                  |
| 53                   | Alessandro De Marchi (ITA) | 42.                  |
| 54                   | Tsgabu Grmay (ETH)         | DNF                  |
| 55                   | Jesús David Peña (COL)     | DNF                  |
| 56                   | Rudy Porter (AUS)          | DNF                  |
| 57                   | Filippo Zana (ITA)         | 16.                  |

| UAE Team Emirates UAD | UAE Team Emirates UAD          | UAE Team Emirates UAD |
| --------------------- | ------------------------------ | --------------------- |
| Nr.                   | Rytter                         | Placering             |
| 61                    | Tadej Pogačar (SLO) (landevej) | 3.                    |
| 62                    | Sjoerd Bax (NED)               | DNF                   |
| 63                    | George Bennett (NZL)           | 9.                    |
| 64                    | Jan Christen (SUI)             | DNF                   |
| 65                    | Marc Hirschi (SUI) (landevej)  | 1.                    |
| 66                    | Felix Großschartner (AUT)      | 14.                   |
| 67                    | Davide Formolo (ITA)           | DNF                   |

| Team Corratec-Selle Italia COR | Team Corratec-Selle Italia COR | Team Corratec-Selle Italia COR |
| ------------------------------ | ------------------------------ | ------------------------------ |
| Nr.                            | Rytter                         | Placering                      |
| 71                             | Davide Baldaccini (ITA)        | 45.                            |
| 72                             | Valerio Conti (ITA)            | DNF                            |
| 73                             | Veljko Stojnić (SRB)           | DNF                            |
| 74                             | Germán Tivani (ARG)            | DNF                            |
| 75                             | Kyrylo Tsarenko (UKR)          | DNF                            |
| 76                             | Andrij Ponomar (UKR)           | 23.                            |
| 77                             | Lorenzo Quartucci (ITA)        | 44.                            |

| Eolo-Kometa EOK | Eolo-Kometa EOK         | Eolo-Kometa EOK |
| --------------- | ----------------------- | --------------- |
| Nr.             | Rytter                  | Placering       |
| 81              | Vincenzo Albanese (ITA) | 18.             |
| 82              | Francesco Gavazzi (ITA) | DNF             |
| 83              | Mattia Bais (ITA)       | 40.             |
| 84              | Andrea Garosio (ITA)    | DNF             |
| 85              | Álex Martín (ESP)       | 29.             |
| 86              | Davide Piganzoli (ITA)  | 30.             |
| 87              | Fernando Tercero (ESP)  | DNF             |

| Euskaltel-Euskadi EUS | Euskaltel-Euskadi EUS    | Euskaltel-Euskadi EUS |
| --------------------- | ------------------------ | --------------------- |
| Nr.                   | Rytter                   | Placering             |
| 91                    | Ibai Azurmendi (ESP)     | 34.                   |
| 92                    | Antonio Jesús Soto (ESP) | DNF                   |
| 93                    | Enekoitz Azparren (ESP)  | 36.                   |
| 94                    | Xabier Azparren (ESP)    | DNF                   |
| 95                    | Peio Goikoetxea (ESP)    | DNF                   |
| 96                    | Gotzon Martín (ESP)      | 19.                   |
| 97                    | Xabier Berasategi (ESP)  | 20.                   |

| Green Project-Bardiani CSF-Faizanè BCF | Green Project-Bardiani CSF-Faizanè BCF | Green Project-Bardiani CSF-Faizanè BCF |
| -------------------------------------- | -------------------------------------- | -------------------------------------- |
| Nr.                                    | Rytter                                 | Placering                              |
| 101                                    | Filippo Fiorelli (ITA)                 | 38.                                    |
| 102                                    | Luca Cavallo (ITA)                     | DNF                                    |
| 103                                    | Filippo Magli (ITA)                    | 24.                                    |
| 104                                    | Martin Marcellusi (ITA)                | DNF                                    |
| 105                                    | Alessandro Pinarello (ITA)             | DNF                                    |
| 106                                    | Henok Mulubrhan (ERI)                  | 22.                                    |
| 107                                    | Luca Covili (ITA)                      | 26.                                    |

| Q36.5 Pro Cycling Team Q36 | Q36.5 Pro Cycling Team Q36 | Q36.5 Pro Cycling Team Q36 |
| -------------------------- | -------------------------- | -------------------------- |
| Nr.                        | Rytter                     | Placering                  |
| 112                        | Matteo Badilatti (SUI)     | DNF                        |
| 113                        | Gianluca Brambilla (ITA)   | 21.                        |
| 114                        | Walter Calzoni (ITA)       | 6.                         |
| 115                        | Marcel Camprubí (ESP)      | 11.                        |
| 116                        | Alessandro Fedeli (ITA)    | DNF                        |
| 117                        | Pavel Novák (CZE)          | DNF                        |

| TotalEnergies TEN | TotalEnergies TEN        | TotalEnergies TEN |
| ----------------- | ------------------------ | ----------------- |
| Nr.               | Rytter                   | Placering         |
| 121               | Mathieu Burgaudeau (FRA) | 10.               |
| 122               | Jérémy Cabot (FRA)       | DNF               |
| 123               | Valentin Ferron (FRA)    | DNF               |
| 124               | Alexis Vuillermoz (FRA)  | 17.               |
| 125               | Mattéo Vercher (FRA)     | DNF               |
| 126               | Alessio Cialone (FRA)    | DNF               |
| 127               | Lucas Grolier (FRA)      | DNF               |

| Electro Hiper Europa EHE | Electro Hiper Europa EHE   | Electro Hiper Europa EHE |
| ------------------------ | -------------------------- | ------------------------ |
| Nr.                      | Rytter                     | Placering                |
| 131                      | Alex Molenaar (NED)        | DNF                      |
| 132                      | Joan Martí Bennassar (ESP) | DNF                      |
| 133                      | José Luis Faura (ESP)      | DNF                      |
| 134                      | Alejandro Ropero (ESP)     | 46.                      |
| 135                      | Lucas Lopes (POR)          | DNS                      |
| 136                      | José María Martín (ESP)    | DNF                      |
| 137                      | Mateu Estelrich (ESP)      | DNF                      |

| GW Shimano-Sidermec GSS | GW Shimano-Sidermec GSS           | GW Shimano-Sidermec GSS |
| ----------------------- | --------------------------------- | ----------------------- |
| Nr.                     | Rytter                            | Placering               |
| 141                     | Trym Westgaard Holther (NOR)      | DNF                     |
| 142                     | Jonathan Guatibonza (COL)         | DNF                     |
| 143                     | Andrés Mancipe (COL)              | DNF                     |
| 144                     | Alejandro Osorio (COL)            | DNF                     |
| 145                     | Jeferson Armando Ruiz Acuña (COL) | 47.                     |
| 146                     | Filippo Tagliani (ITA)            | DNF                     |
| 147                     | Santiago Umba (COL)               | 35.                     |

| MG.K Vis Colors For Peace MGK | MG.K Vis Colors For Peace MGK | MG.K Vis Colors For Peace MGK |
| ----------------------------- | ----------------------------- | ----------------------------- |
| Nr.                           | Rytter                        | Placering                     |
| 151                           | Mattia Di Felice (ITA)        | DNF                           |
| 152                           | Davide Casini (ITA)           | DNF                           |
| 153                           | Ben Granger (GBR)             | DNF                           |
| 154                           | Roberto González (PAN)        | 27.                           |
| 155                           | Matthew Kingston (GBR)        | DNF                           |
| 156                           | Edoardo Martinelli (ITA)      | DNF                           |
| 157                           | Lapo Gavilli (ITA)            | DNF                           |

| Team Technipes #inEmiliaRomagna TER | Team Technipes #inEmiliaRomagna TER | Team Technipes #inEmiliaRomagna TER |
| ----------------------------------- | ----------------------------------- | ----------------------------------- |
| Nr.                                 | Rytter                              | Placering                           |
| 161                                 | Emanuele Ansaloni (ITA)             | 48.                                 |
| 162                                 | Andrea Innocenti (ITA)              | DNF                                 |
| 163                                 | Alessandro Monaco (ITA)             | DNF                                 |
| 164                                 | Martin Nessler (ITA)                | DNF                                 |
| 165                                 | Gabriele Petrelli (ITA)             | DNF                                 |
| 166                                 | Matteo Montefiori (ITA)             | DNF                                 |
| 167                                 | Andrea Sergiampietri (ITA)          | DNF                                 |

| Work Service-Vitalcare-Dynatek IWD | Work Service-Vitalcare-Dynatek IWD | Work Service-Vitalcare-Dynatek IWD |
| ---------------------------------- | ---------------------------------- | ---------------------------------- |
| Nr.                                | Rytter                             | Placering                          |
| 171                                | Manuel Capra (ITA)                 | DNF                                |
| 172                                | Nicola Venchiarutti (ITA)          | DNF                                |
| 173                                | Samuele Mion (ITA)                 | DNF                                |
| 174                                | Lorenzo Ginestra (ITA)             | DNF                                |
| 175                                | Kevin Rivera (CRC)                 | DNF                                |
| 176                                | Giacomo Garavaglia (ITA)           | 43.                                |
| 177                                | Edvard Novak (ROU)                 | DNF                                |